# Cercocarpus pringlei
Cercocarpus pringlei är en rosväxtart som först beskrevs av Camillo Karl Schneider, och fick sitt nu gällande namn av Per Axel Rydberg. Cercocarpus pringlei ingår i släktet Cercocarpus och familjen rosväxter. Inga underarter finns listade i Catalogue of Life.